# Shafranovskita
La shafranovskita és un mineral de la classe dels silicats. Rep el nom per Ilarion Ilarionovich Shafranovsky (Иларион Иларионович Шафрановского) (Sant Petersburg, Imperi Rus, 24 de març de 1907 - 1 de juliol de 1994), professor de mineralogia i cristal·lografia de l'Institut de mines de Sant Petersburg, Rússia.

## Característiques
La shafranovskita és un silicat de fórmula química Na₃K₂(Mn,Fe,Na)₄[Si9(O,OH)27](OH)₂·nH₂O. Cristal·litza en el sistema trigonal. La seva duresa a l'escala de Mohs es troba entre 2 i 3.
Segons la classificació de Nickel-Strunz, la shafranovskita pertany a «09.EE - Fil·losilicats amb xarxes tetraèdriques de 6-enllaços connectades per xarxes i bandes octaèdriques» juntament amb els següents minerals: bementita, brokenhillita, pirosmalita-(Fe), friedelita, pirosmalita-(Mn), mcgil·lita, nelenita, schal·lerita, palygorskita, tuperssuatsiaïta, yofortierita, windhoekita, falcondoïta, loughlinita, sepiolita, kalifersita, girolita, orlymanita, tungusita, reyerita, truscottita, natrosilita, makatita, varennesita, raïta, intersilita, zakharovita, zeofil·lita, minehil·lita, fedorita, martinita i lalondeïta.

## Formació i jaciments
Va ser descrita amb mostres obtingudes en dos indrets de l'óblast de Múrmansk, a Rússia: el mont Rasvumtxorr, situat al massís de Khibini, i a la pegmatita Yubileinaya, al mont Karnasurt, dins el districte de Lovozero. També ha estat descrita als monts N'orkpakhk, Koaixva i Koaixkar, tots tres dins també del massís de Khibini. Aquests indrets són els únics de tot el planeta on ha estat descrita aquesta espècie mineral.